# Medicorriere
Medicorriere (The Bladerunner) è un romanzo di fantascienza del 1974 dello scrittore statunitense Alan Nourse. Il titolo originale viene preso in prestito per il celebre film Blade Runner di Ridley Scott, con soggetto e trama differenti.

## Trama
Nel XXI secolo, l'assistenza sanitaria negli Stati Uniti è divenuta gratuita ma l'utenza è sottoposta all'obbligo di sterilizzazione, per far fronte al pressante problema della sovrappopolazione. Il Dr John Long fa parte di una rete di sanitari che operano clandestinamente anche a domicilio, spesso in condizioni inidonee, avvalendosi del giovane Billy lo Zoppo, uno trafficante di materiale biomedicale, uno dei tanti "medicorrieri" tra i poveri dei ghetti metropolitani.
A complicare il quadro è la Polizia che sorveglia il ragazzo, la crescente automazione ospedaliera che potrebbe sminuire il ruolo del personale medico, un folto gruppo di fanatici integralisti che ripudiano la scienza medica, una pandemia mondiale crescente, coadiuvata dalla ritrosia generale nel rivolgersi all'assistenza sanitaria.

## Edizioni
- (EN) Alan Nourse, The Bladerunner, 1ª ed., Philadelphia, David McKay, 1974.
- Alan Nourse, Medicorriere, traduzione di Giuseppe Lippi, Urania, n. 876, Milano, Arnoldo Mondadori Editore, 1981.